# Desirée van den Berg
Desirée van den Berg (Haarlem, 20 mei 1987) is een Nederlands model en cosmetisch arts
Van den Berg werd op 4 juli 2010 verkozen tot Miss Nederland 2010. Zij was de eerste Miss Nederland die deelnam aan de drie grootste missverkiezingen van de wereld, namelijk Miss Universe, Miss World en Miss Earth. Zij eindigde op de 13e plek bij de Miss World en zorgde bij de Miss Earth dat een Miss Nederland voor het eerst de halve finale haalde door als 10e te eindigen.
Van den Berg studeerde Geneeskunde aan de Universiteit van Amsterdam.
Van den Berg haalde de finale in het RTL-programma Love in the Wild.